# Nomenclatura de las Unidades Territoriales Estadísticas
La Nomenclatura de las Unidades Territoriales Estadísticas  o NUTS (derivado de las siglas en francés de Nomenclature des Unités Territoriales Statistiques), es un sistema jerárquico para dividir el territorio de la Unión Europea con fines estadísticos, así como para decidir el reparto de los fondos de cohesión.
El sistema fue creado por la Oficina Europea de Estadística (Eurostat) a principio de los años 70 para dar uniformidad en las estadísticas regionales europeas, pero no fue hasta 2003 cuando adquirió un estatus legal y fue reglamentado por la Unión Europea.
Para cada Estado de la Unión, Eurostat establece una jerarquía de tres niveles NUTS de acuerdo con cada Estado miembro; las subdivisiones en algunos niveles no corresponden necesariamente a las divisiones administrativas dentro del país. Por debajo de los tres niveles NUTS se encuentran las unidades administrativas locales (en inglés LAU). Se define un sistema estadístico similar para los países candidatos y los miembros de la Asociación Europea de Libre Comercio, pero no forman parte de la NUTS regida por la normativa.
La clasificación NUTS ha sido actualizada en diversas ocasiones, siendo la última en 2021 (vigente desde el 1 de enero).

## Criterios de clasificación
El establecimiento de las unidades territoriales se basa, en principio, en las unidades administrativas ya existentes en cada uno de los Estados miembros.
Por unidad territorial se entiende una región geográfica con una autoridad administrativa establecida y con competencia institucional y legal en el estado en cuestión. Los niveles de NUTS en los que se divide una unidad administrativa son dependientes de los límites de población que fija la tabla siguiente, pero no se aplican estrictamente. Por ejemplo, tanto Åland con una población de 27 734 en 2009, como Île de France con una población de 11 797 021, se encuentran clasificadas como regiones NUTS 2.
| Nivel  | Población mínima | Población máxima |
| ------ | ---------------- | ---------------- |
| NUTS 1 | 3 000            | 7 000            |
| NUTS 2 | 800 000          | 3 000            |
| NUTS 3 | 150 000          | 800 000          |

Los códigos NUTS comienzan con las dos letras del código ISO 3166-1, excepto el Reino Unido que utiliza UK en lugar de GB, y Grecia que utiliza EL en lugar de GR. Se agregan una, dos o tres cifras para los códigos NUTS de nivel 1, 2 o 3 respectivamente.
Se espera que a medio plazo cada uno de los Estados miembros haya adecuado su estructura administrativa al modelo planteado por la UE. En algunos casos, como España, los niveles de NUTS son prácticamente equivalentes a la organización político-administrativa existente, con tan solo una agrupación de comunidades autónomas en el NUTS-1, las propias comunidades autónomas en el NUTS-2 y las provincias peninsulares, ciudades autónomas e islas en NUTS-3. En otros casos, como en Portugal o el Reino Unido, se han tenido que modificar profundamente las unidades territoriales clásicas, agrupando unidades territoriales para conformar un mapa más funcional y equiparable al resto de los países miembros.

## Modelo de división europea por NUTS
En la última clasificación NUTS de 2021, se establecen las siguientes unidades territoriales:

NUTS-1

NUTS-2

NUTS-3

| Estado              | Estado          | NUTS-1                                                     | NUTS-1 | NUTS-2                                               | NUTS-2 | NUTS-3                                         | NUTS-3 |
| ------------------- | --------------- | ---------------------------------------------------------- | ------ | ---------------------------------------------------- | ------ | ---------------------------------------------- | ------ |
| Estado miembro      | Estado miembro  | -                                                          | 92     | -                                                    | 242    | -                                              | 1166   |
| Alemania            | DE              | Estados (Länder)                                           | 16     | Distritos administrativos (Regierungsbezirke)        | 38     | Círculos (Kreise)                              | 401    |
| Austria             | AT              | Grupos de estados* (Gruppen von Bundesländern)             | 3      | Estados federados (Bundesländer)                     | 9      | Grupos de Comunidades* (Gruppen von Gemeinden) | 35     |
| Bélgica             | BE              | Regiones (Gewesten/Régions)                                | 3      | Provincias (Provincies/Provinces)                    | 11     | Distritos (Arrondissementen/Arrondissements)   | 44     |
| Bulgaria            | BG              | Zonas (Зони (Zoni))                                        | 2      | Áreas (Райони (Rayoni))                              | 6      | Provincias (Области (Oblasti))                 | 28     |
| Chequia             | CZ              | Área (Území)                                               | 1      | Regiones de cohesión* (Regiony soudržnosti)          | 8      | Regiones (Kraje)                               | 14     |
| Chipre              | CY              |                                                            | 1      |                                                      | 1      |                                                | 1      |
| Croacia             | HR              |                                                            | 1      | Regiones (Regija)                                    | 4      | Condados (Županija)                            | 21     |
| Dinamarca           | DK              |                                                            | 1      | Regiones (Regioner)                                  | 5      | Provincias (Landsdele)                         | 11     |
| Eslovaquia          | SK              |                                                            | 1      | Grupos de Regiones*                                  | 4      | Regiones                                       | 8      |
| Eslovenia           | SI              |                                                            | 1      | Macrorregiones                                       | 2      | Regiones estadísticas                          | 12     |
| España              | ES              | Grupos de comunidades autónomas*                           | 7      | Comunidades autónomas y ciudades autónomas           | 19     | Provincias + islas + Ceuta y Melilla           | 59     |
| Estonia             | EE              |                                                            | 1      |                                                      | 1      | Grupos de Condados*                            | 5      |
| Finlandia           | FI              | Finlandia continental y Åland                              | 2      | Grandes áreas*                                       | 5      | Regiones                                       | 19     |
| Francia             | FR              | Grupos de Regiones* + grupo de departamentos de ultramar*  | 14     | Regiones + departamentos de ultramar (DOM)           | 27     | Departamentos                                  | 101    |
| Grecia              | EL              | Grupos de Periferias*                                      | 4      | Periferias                                           | 13     | Prefecturas                                    | 52     |
| Hungría             | HU              | Grupos de Regiones*                                        | 3      | Regiones                                             | 8      | Condados + Budapest                            | 20     |
| Irlanda             | IE              |                                                            | 1      | Regiones asamblearias*                               | 3      | Regiones gobernadas*                           | 8      |
| Italia              | IT              | Grupos de regiones*                                        | 5      | Regiones (Trentino-Alto Adigio dividida en dos)      | 21     | Provincias                                     | 107    |
| Letonia             | LV              |                                                            | 1      |                                                      | 1      | Regiones                                       | 6      |
| Lituania            | LT              |                                                            | 1      | Regiones*                                            | 2      | Condados                                       | 10     |
| Luxemburgo          | LU              |                                                            | 1      |                                                      | 1      |                                                | 1      |
| Malta               | MT              |                                                            | 1      |                                                      | 1      | Islas                                          | 2      |
| Países Bajos        | NL              | Grupos de provincias*                                      | 4      | Provincias                                           | 12     | Regiones COROP*                                | 40     |
| Polonia             | PL              | Macroregiones*                                             | 7      | Voivodatos (Voivodato de Mazovia dividido en dos)    | 17     | Subregiones*                                   | 73     |
| Portugal            | PT              | Portugal Continental, Azores y Madeira                     | 3      | Regiones                                             | 7      | Grupos de Municipios*                          | 25     |
| Rumania             | RO              | Macrorregiones                                             | 4      | Regiones                                             | 8      | Condados + Bucarest                            | 42     |
| Suecia              | SE              | Grupos de provincias* (Landsdel, partes del país)          | 3      | Grupos de provincias* (Riksområde, Áreas nacionales) | 8      | Provincias                                     | 21     |
| Miembro antiguo     | Miembro antiguo | -                                                          | 12     | -                                                    | 41     | -                                              | 179    |
| Reino Unido         | UK              | Escocia, Gales, Irlanda del Norte y Regiones de Inglaterra | 12     | Grupos de Condados*                                  | 41     | Grupos de Distritos*                           | 179    |
| Candidatos          | Candidatos      | -                                                          | 17     | -                                                    | 35     | -                                              | 131    |
| Albania             | AL              |                                                            | 1      | Regiones*                                            | 3      | Condados                                       | 12     |
| Macedonia del Norte | MK              |                                                            | 1      |                                                      | 1      | Regiones estadísticas                          | 8      |
| Montenegro          | ME              |                                                            | 1      |                                                      | 1      |                                                | 1      |
| Serbia              | RS              | Grupos de Regiones*                                        | 2      | Regiones*                                            | 4      | Distritos                                      | 29     |
| Turquía             | TR              | Regiones*                                                  | 12     | Subregiones*                                         | 26     | Provincias                                     | 81     |
| AELC                | AELC            | -                                                          | 4      | -                                                    | 16     | -                                              | 47     |
| Islandia            | IS              |                                                            | 1      |                                                      | 1      | Distrito de la capital / Resto del país        | 2      |
| Liechtenstein       | LI              |                                                            | 1      |                                                      | 1      |                                                | 1      |
| Noruega             | NO              |                                                            | 1      | Regiones                                             | 7      | Condados                                       | 18     |
| Suiza               | CH              |                                                            | 1      | Regiones                                             | 7      | Cantones                                       | 26     |

(*) Unidad que no corresponde con ninguna división oficial actual en el país en cuestión, pero que se acepta con fines estadísticos.